# Скарб загиблого корабля
«Скарб загиблого корабля» (рос. «Сокровище погибшего корабля») — український радянський художній фільм 1935 року режисерів Володимира Брауна і Ісаака Менакера за сценарієм Бориса Ліпатова. Виробництво студії «Ленфільм». Прем'єра картини відбулася 8 грудня 1935 року.
Підводні зйомки проводилися на дні Чорного моря в районі Балаклави при консультації та участі ЕПРОПу.

## Сюжет
Червонофлотець Олексій Панов, один з кращих водолазів ЕПРОПу, отримує пропозицію буфетника Родопуло зламати капітанський сейф на борту підготовленого до підйому англійської корабля. Знайдені там золоті монети його компаньйон пропонує поділити порівну і обіцяє допомогти з втечею з країни.
Перед Олексієм, який вже відбував покарання за подібні злочини, стоїть вибір — приховати вкрадене золото або повернути монети…

## У ролях
- Микола Баталов —  Олексій Панов
- Євгенія Пирялова —  Таня Ткаченко
- Павло Курзнер —  Додонов
- Володимир Таланкін —  Віктор Михайлович
- В. Бергман —  інженер
- Давид Гутман —  Родопуло
- Борис Шлихтинг —  Петька

відсутні в титрах:
- Андрій Костричкін —  кореспондент Жуков
- Валерій Соловцов —  слідчий
- Андрій Апсолон

## Творча група
- Автор сценарію: Борис Ліпатов
- Режисер: Володимир Браун, Ісаак Менакер
- Оператор: Соломон Бєлєнький
- Композитор: Юрій Кочуров